# Rawxaniyya
Rawxaniyya fou una secta musulmana mística i gnòstica fundada a la moderna Província de la Frontera del Nord-oest entre els paixtus amb centres principals a Kaniguram i Tirah al Waziristan. El fundador fou Bayazid ibn Abd Allah Ansari de Kaniguram (vers 1525-1573). Es va proclamar hadi (guia). És considerada una expressió del nacionalisme afganès. Fou aniquilada pels mongols poc abans de la meitat del segle xvii.